# Mîhailivka, Veselînove
Mîhailivka (în ucraineană Михайлівка) este un sat în așezarea urbană Kudreavțivka din raionul Veselînove, regiunea Mîkolaiiv, Ucraina.

## Demografie
Componența lingvistică a localității Mîhailivka
     Ucraineană (92,12%)
     Rusă (3,85%)
     Română (3,11%)
     Alte limbi (0,73%)
Conform recensământului din 2001, majoritatea populației localității Mîhailivka era vorbitoare de ucraineană (92,12%), existând în minoritate și vorbitori de rusă (3,85%) și română (3,11%).